# Řachanda
Řachanda je česká pohádka z roku 2016 režisérky Marty Ferencové. Scénář k ní napsal Daniel Miňovský. V hlavních rolích se objevili Denisa Pfauserová, Vladimír Polívka, Aleš Bílík, Bolek Polívka, Jan Hrušínský a Vilma Cibulková. 

## Obsazení
| Vladimír Polívka   | Kuba                     |
| Aleš Bílík         | Matěj                    |
| Denisa Pfauserová  | princezna Markétka       |
| Bolek Polívka      | Theofil                  |
| Jan Hrušínský      | král                     |
| Martina Bezoušková | královna                 |
| Oldřich Kaiser     | ponocný                  |
| Vilma Cibulková    | paní lesa                |
| Jaromír Nosek      | herold                   |
| Petr Čtvrtníček    | vedoucí stráže           |
| Šárka Vaculíková   | dryáda                   |
| Anna Stropnická    | dryáda                   |
| Michaela Zemánková | dryáda                   |
| Tereza Rumlová     | dryáda                   |
| Jakub Slach        | vězeňský strážný         |
| Stanislav Lehký    | vězeňský strážný         |
| Věra Kubánková     | kořenářka                |
| Roman Štabrňák     | trhovec                  |
| Tomáš Havlínek     | princ Jaromír            |
| Martin Pechlát     | rytíř Albert             |
| Vlastimil Zavřel   | hloupý voják             |
| Mirek Babuský      | zahradník                |
| Richard Němec      | strážný princezny        |
| Jan Kuželka        | kuchař                   |
| Daniela Choděrová  | dvorní dáma              |
| Ester Kočičková    | dvorní dáma              |
| Samuel Gyertyák    | princ Matyáš             |
| Michal Slaný       | pobočník prince Matyáše  |
| Michal Kern        | král Kamil               |
| Lubomír Bílík      | král Růžového království |
| František Němec    | vypravěč                 |

## Lokace
Pohádka se mj. natáčela na zámku Dětenice.

## Recenze
Film sklidil od kritiků spíše podprůměrné hodnocení. 
- Mirka Spáčilová, Mladá fronta DNES, 23. února 2016  [1]
- Věra Míšková, Právo, 25. února 2016  [2]
- Marek Koutesh, Aktuálně.cz, 27. února 2016  [3]
- Eliška Bartlová, Červený koberec.cz, 28. února 2016  [4]